# 775 a.C.
Il 775 a.C. (DCCLXXV a.C. in numeri romani) è un anno  dell'VIII secolo a.C.

## Eventi
- In Egitto inizia il regno del faraone Pami, appartenente alla XXII dinastia.
- Viene scolpita su pietra in alfabeto kawi l'iscrizione di Ligor, l'odierna Nakhon Si Thammarat, recante notizie sull'Impero Srivijaya e sulla dinastia Sailendra di Giava.